# Бегемот (роман Скотта Вестерфельда)
«Бегемот» (англ. Behemoth) — фантастичний підлітковий роман Скотта Вестерфельда, виданий 2010 року. Є другою частиною трилогії «Левіафан» і описує альтернативну Першу світову війну, де країни реальної Антанти, «дарвіністи», відкрили генну інженерію, а Четвертного Союзу, «бляшанники» — конструюють крокуючі машини.
Продовжує події роману «Левіафан», описуючи пригоди принца Алека і дівчини Дерін, що видає себе за юнака Ділана, в Османській імперії, яка знаходиться на порозі вступу в союз з Німеччиною. Переломити ситуацію на користь Великої Британії може штучна бойова істота «Бегемот», для підготовки чого живий дирижабль «Левіафан» і вирушає до Константинополя.

## Світ роману
Події «Бегемота» в більшості розгортаються в Османській імперії. Там користуються машинами, але, на відміну від Німеччини та її союзників, розглядають їх не виключно з практичної точки зору. Механізми багато прикрашаються, їм надається вигляду тварин і міфічних істот. Держава формально лишається нейтральною, але німці надають допомогу продовольством і військами, чим схиляють султана на свій бік. На відміну від реальності, тут Младотурецька революція 1908 року зазнала поразки, тому в імперії надалі зберігається монархія. Однак революцінери Комітету Єдності й Прогресу на 1914 рік готують нову революцію. 
В цей час на фронтах Європи починаються бойові дії, а Нікола Тесла пропонує «бляшанникам» свою зброю, здатну вражати цілі на відстані блискавками. Німеччина відправляє до Дарданеллів броненосці «Гебен» і «Бреслау» з метою взяти під свій контроль протоку і цим позбавити Російську імперію основного шляху підтримки з Великої Британії. В реальності ці броненосці, як і їхній командувач Сушон, існували й були прийняті на озброєння Османською імперією, після чого атакували російські узбережні міста.

## Сюжет
«Левіафан» тримає курс на Константинополь, але встановлені на ньому двигуни можуть в будь-яку мить відмовити, тому за ними наглядають Отто Клопп та інженер Герст за підтримки Бауера і Гоффмана. Над морем «Левіафана» перехоплюють німецькі кораблі «Гебен» і «Бреслау». В бою Алек помічає на головному кораблі дивну башту, в якій Клопп впізнає розрядник і за власним рішенням дає дирижаблю задній хід. Між Отто і Герстом стається перестрілка, в якій Алек отримує поранення з пневматики. «Левіфан» вражає блискавка з башти, його вдається відвести від кораблів, але двигуни згорають і вітер несе «Левіафан» на південь від Константинополя. Ділан рятує впалого в море Ньюкірка з допомогою летючої медузи, не даючи йому загинути, як її батько.
«Левіафан» несе в Егейське море, Алека з Вольгером капітан викликає на місток. Гоббс попереджає їх, що так чи інакше він скоро мусить зв'язатися з адміралтейством і доповісти про присутність на борту «брязкачів». Алек і Вольгер після цих слів задумуються над втечею з «Левіафана». З Клоппом вони ремонтують двигуни і відновлюють курс на Константинополь, де думають втілити свій план. Оглядаючи палуби дирижабля, Алек натикається на Ділана, який сторожить яйця. Той розуміє бажання Алека з друзями втекти і ділиться своїми переживаннями з приводу загибелі батька.
За два дні «Левіафан» прибуває до Константинополя. Журналіст із США Едді Мелоун хоче довідатися якомога більше подробиць. Він нього Ділан дізнається про скрутне становище султана. Механічного слона «Неустрашимий», на якому їде британська делегація, намагаються взяти на абордаж демонстранти і його доводиться повернути до «Левіафана». Вночі з одного яйця, принесеного Норою, вилуплюється істота, саме коли була черга Алека стерегти їх. Той побоюється, що істота видасть його, тому бере її з собою. Клопп вдає поломку мотора і, користуючись цим, збирає разом Алека, Вольгера, Бауера і Гоффмана. Втікачі просуваються до причальної вишки і спускаються нею на вулиці Константинополя. Їх починають розшукувати, старий Вольгер не встигає бігти за рештою і переконує їх лишити його рятуватися власними силами.
Зранку Ділан приносить сніданок спійманому Вольгеру. Граф розповідає як переживає за Алека і натякає, що Алек забрав фабриката Нори. Споряджається нова делегація, цього разу на дирижаблі «Стамбул», що успішно прибуває до палацу султана Махмеда П'ятого. Султан приймає делегацію в тронній залі, де керує величезною маріонеткою. Нора Барлоу підносить йому в дар ящик з яйцями. Однак султан зовсім не радий «розвазі», оскільки потребує більш очевидної допомоги. Він розчавлює рукою маріонетки ящик. Та делегація розуміє, що султан не бажав цього робити, маріонетка керувалася кимось іншим. Махмед П'ятий представляє нового командувача османського флоту — Вільгельма Сушона. Нора розуміє, що німці фактично схилили Османську імперію на свій бік, передавши їй броненосці, тому іде на хитрість. Вона пропонує ще кращий «дар» від Великої Британії, ніж німецькі броненосці — «Левіафан».
Алек зупиняється в готелі, після чого вирушає більше дізнатися про місто і заходить до кав'ярні. Там він бачить Едді Мелоуна, який шукає кого-небудь, хто володіє англійською. Алек з друзями представляється мандрівниками. Журналіст швидко помічає нестиковки в його розповіді. Користуючись нагодою, Алек повідомляє, що на «Левіафані» є полонений австрієць — Вольгер. В цей час до кав'ярні заходять німецькі солдати і Алеку з друзями доводиться покинути заклад. Тікаючи по дахах, вони натрапляють на революціонерів, очолюваних Завеном. Революціонери, котрі борються проти німецької інтервенції, переховують втікачів.
Капітан «Левіафана» доти розповів про порятунок Діланом Ньюкірка. Ділан удостоюється Хреста за мужність та підвищення до мічмана. Нора Барлоу представляє свою розробку — морських рачків, що виділяють кислоту. З їх допомогою команді «Левіафана» насправді доручено провести диверсію в Дарданелах — вивести з ладу підводні сіті, для чого слід було потягнути час і задобрити султана подарунками. Через місяць «Левіафан» має провести прожектором крізь Дарданели морського фабриката, «Бегемота». Едді Мелоун приносить на борт «Левіафана» новини про баченого ним Алека і погоню за ним. Він передає Вольгеру послання від Алека про революціонерів, яких можна вважати союзниками, та назначення зустрічі в готелі, назва якого така ж, як ім'я алекової матері, що чує Ділан. Вночі Ділан з кількома матросами спускається на узбережжя і, одягнувши водолазний костюм, випускає в протоці кислотних рачків. Та виринувши з води, він бачить, що матросів схоплено турками. За вказівками Завена Алек вирушає на зустріч з якоюсь революціонеркою, котра виявляється дочкою Завена, Ліліт. Ділан переховується на кораблі, а потім потязі, що прямує до Константинополя.
В якомусь з магазинчиків Ділан продає заздалегідь прихоплену в експресі пляшку дорогого кон'яку, за яку отримує купу монет. Він вирішує знайти Алека і його готель. Автомати приносять книги, звідки Ділан впевнюється, що Алек принц та довідується ім'я його матері, а отже і назву готелю, де той зупинився. Найнявши крокуюче таксі, Ділан вирушає до готелю. Взявши залишену кимось газету, Ділан читає новини про захоплених диверсантів і відбуття «Левіафана» завтра, прискорене цим скандалом. У вестибюлі він помічає Алека з Ліліт і наздогняє їх. Коли Ділан, Алек і Клопп виходять в місто, солдати вимагають пред'явити паспорти і тим доводиться тікати. Втікачі після погоні ховаються на складі, де революціонери друкують листівки. Повстанці обговорюють як їм добитися скинення султана. На місцеві машини заборонено ставити зброю, але Ділан згадує як задихався від спецій, коли «Неустрашимий» пробігав через ринок. За обігом гострих спецій немає суворого нагляду, а османські машини обладнані руками, якими можна кидати великі ємності зі спеціями. На питання за які гроші взяти стільки приміром перцю, Алек дістає збережений злиток золота.
Вночі Алек з Ділан і Ліліт пробираються до номера в готелі, де лишився наказ Папи Римського про зміну умов шлюбу його батьків. Коли троє минають вестибюль, їх помічає Едді Мелоун. Той здогадався, що Алек — принц, і запрошує їх до столу. Мелоун розповідає про дивну башту на узбережжі, а Алек з Ділан розуміють, що це башта Тесли, здатна вразити «Левіафан» розрядами на відстані та зірвати його майбутню операцію. Повстанці розробляють план руйнування башти, щоб почати революцію, коли «Левіафан» проведе до Константинополя «Бегемота».
В назначений час машини повстанців вирушають до башти. Машини сходять в бою з фабрикатами-слонами елефантинами. Мех Алека «Джин» створює парову завісу, з якої охорону закидують спеціями. Один з мехів застряє на коліях і стикається з локомотивом, який врізається в башту Тесли. Проте башта лишається дієздатною, а «Левіафан» наближається до її зони ураження. Алек з Ділан пробираються до вцілілого вантажного вагона, обладнаного механічними руками, якими руйнують підпорку башти. На підмогу прибуває мех Завена, який звалює башту і приймає на себе її розряд. «Левіафан» успішно проводить «Бегемота», починається бій з османськими військами і німецькими броненосцями. Ліліт розуміє, що це момент, коли їй слід очолити революцію замість батька і, одягнувши механічні крила, відлітає до решти повстанців. Наостанок вона цілує в губи Ділана, а інтонацією прощання дає зрозуміти, що знає його справжню стать.
Екіпаж «Левіафана» підбирає вцілілих. На борту Алек розповідає як зв'язався з революціонерами і забезпечив разом з Діланом безпечне прибуття живого дирижабля. В цей час дирижабль «Стамбул», застигнутий боєм, здається. Як з'ясовується, на ньому переховувавася сам султан. Таким чином Османська імперія лишається без правителя, Німеччина втрачає її підтримку. Алеку дозволяють побачитися з Вольгером. Він демонструє збережений, попри усі пригоди, папський указ і оголошує своє бажання зайняти престол Австро-Угорщини та позбавити Німеччини останнього союзника, чим покласти край війні. Вольгер зауважує, що Алек не знає останніх новин — Папа Пій X нещодавно помер і невідомо чи його наступник буде так само прихильним до Габсбургів.

## Нові персонажі
- Едді Мелоун (англ. Eddie Malone) — журналіст газети «New York World» із США. Впродовж подій роману цікавиться особами Алека, Ділана та їхніх друзів, підозрюючи, що вони не ті, за кого себе видають. Як диктофон носить фабриката-жабу Іржавку (англ. Rusty).
- Завен (англ. Zaven) — лідер революціонерів Комітету Єдності й Прогресу. Рятує Алека від переслідувань німецькими солдатами і налаштовує з ним співпрацю задля взаємної вигоди. Керує Комітетом разом зі своєю старою і прозорливою матір'ю Нене. У фіналі роману гине, відвертаючи постріл з башти Тесли по «Левіафану».
- Ліліт (англ. Lilit) — вісімнадцятирічна революціонерка, дочка Завена і член Комітету Єдності й Прогресу. Шість років тому, 1908 року, під час невдалого повстання молодотурків втратила матір. Володіє навичками боротьби з холодною зброєю, вирізняється знанням іноземних мов і сміливістю.
- Бовріл (англ. Bovril) — фабрикат виду лорі прозорливий. Здатний визначати яка фраза в людській розмові передає її суть. Якщо він повторює якусь фразу — отже вона несе в собі правду. Кличку отримав від Ліліт, що назвала його як улюблений м'ясний бульйон бовріл.